# Anubias
El gènere Anubias, pertanyent a la família Araceae, comprèn un grup de plantes amb flor aquàtiques i semiaquàtiques, i es caracteritza per tenir fulles coriàcies, resistents i fosques amb diferents formes segons l'espècie. El gènere va ser revisat el 1979, i des de llavors la seua taxonomia ha romàs estable. Les diferents espècies poden ser determinades d'acord amb llurs inflorescències.

## Distribució
Són natives de la zona oest i central de l'Àfrica.

## Hàbitat
Normalment creixen a rius i torrents, però també poden trobar-se a zones pantanoses. Habitualment s'adhereixen a troncs o pedres en comptes de fer-ho sobre un substrat.

## Taxonomia
Les diferents espècies del gènere Anubias són les següents:
- Anubias afzelii Schott
- Anubias barteri Schott
- Anubias barteri var. angustifolia (Engl.) Crusio
- Anubias barteri var. barteri Schott
- Anubias barteri var. caladiifolia Engl.
- Anubias barteri var. glabra N.E.Br.
- Anubias barteri var. nana (Engl.) Crusio
- Anubias gigantea Chevall. ex Hutch.
- Anubias gilletii de Wild. i Durand
- Anubias gracilis Chevall. ex Hutch.
- Anubias hastifolia Engl.
- Anubias heterophylla Engl.
- Anubias pynaertii de Wild.

## Referència i enllaços
1. 1 2  W. Crusio (1979) A revision of Anubias, Schott (Araceae). Mededelingen Landbouwhogeschool Wageningen 79 (14) 1-48
2. ↑  W. Crusio (1987) Die Gattung Anubias, Schott (Araceae). Aqua-Planta, Sonderheft 1 1-44